# Friedrich Wilhelm Joseph Schelling
Friedrich Wilhelm Joseph Schelling, nemški filozof, * 27. januar 1775, Leonberg, vojvodina Württemberg, Nemčija, † 20. avgust 1854, Bad Ragaz, Švica.
Standardne zgodovine filozofije ga postavljajo v središče razvoja nemškega idealizma, ki ga postavlja med njegovim mentorjem Johannom Gottliebom Fichtejem in njegovim bivšim sostanovalcem Georgom Wilhelmom Friedrichom Heglom, zgodnjim prijateljem in kasnejšim nasprotnikom. Tolmačenje Schellingove filozofije se zdi težko zaradi svoje navidezno spreminjajoče narave. Schellingova misel je bila v veliki meri zanemarjena, zlasti v angleško govorečem svetu. Primer slednjega je njegovo kasnejše delo o mitologiji in razkritju. Pomemben dejavnik je bila tudi Heglova nadvlada. Njegova zrela dela predstavljajo zgolj opombo v razvoju idealizma. Schellingovo natur-filozofijo so prav tako napadli znanstveniki zaradi njene analogije in pomanjkanja empirične usmeritve. Kljub vsemu pa so nekateri kasnejši filozofi, kot sta Martin Heidegger in Slavoj Žižek, pokazali zanimanje za ponovno preučitev Schellingovega dela. 

## Življenje
Friedrich Wilhelm Joseph von Schelling se je rodil 27. januarja 1775 kot sin župnika Josepha Friedricha Schellinga in njegove žene Marie Gottliebin v Leonbergu, v pokrajini Württemberg. Že pri šestnajstih letih je skupaj s svojima starejšima prijateljema Heglom in Hölderlinom študiral teologijo v tübingenškem samostanu, leta 1792 pa je s filozofsko dizertacijo o grešnem padcu dosegel stopnjo magistra, nato pa bral Kanta, Spinozo in Fichteja. Čeprav je bila njegova narava pristno švabska, je šel v letih 1796-97 za domačega učitelja dvema mladima plemičema v Leipzig, da bi, kot je pisal Heglu, prišel iz »dežele popov in piscev«. Tam se je posvetil študiju naravoslovja in objavil svoje »Ideje k filozofiji narave« (1797), ki jih je na začetku jemal še kot naturfilozofsko nadaljevanje Fichtejevega sistema. 1798 je sledil spis »O svetovni duši«, ki ga je označil kot »hipotezo višje fizike za pojasnitev občega organizma«. S Fichtejevim in Goethejevim posredovanjem so ga istega leta poklicali za profesorja v Jeno. Tukaj se je iz občevanja kroga bistroumnih ljudi razvila tista »republika despotov«, ki jo po navadi označujemo kot romantično šolo. Bolj in bolj se je oddaljeval od Fichteja. V njegovem »Prvem zasnutku sistema naravne filozofije« (1779) in »Sistemu transcendentalnega idealizma« (1800) je nauk o znanosti že zgolj eden od dveh delov sistema filozofije, poleg naravne filozofije. V tem času je mladi Schelling razlagal svoj na novo najdeni »sistem istovetnosti« v vedno novih poskusih, ki pa so vselej ostali goli zasnutki. 
Z letom 1803, v katerem je sprejel poziv v Würzburg, nastopi v njegovem doslej nezadržnem pisateljskem ustvarjanju določen zastoj, med katerim pride do obrata v njegovem načinu mišljenja. Prve sledi nadvlade starega stališča pokaže v spisu »Filozofija in religija« (1804).  Leta 1806 sledi razdražen polemični spis proti Fichteju. Istega leta so ga poklicali v München za generalnega tajnika Akademije likovnih umetnosti. Umetnosti je priznal najvišjo zemeljsko tvorbo. Hkrati je bil član tamkajšnje Akademije znanosti. V »Filozofskih raziskovanjih o bistvu človeške svobode« že jasno izstopa iracionalni in teozofski moment njegovega filozofiranja.
Kot profesor v Erlangnu (1820-27) se je v ostrem nasprotju z obilico spisov iz svojih mladih let omejil na predavanja iz obče filozofije, uvoda v filozofijo in filozofijo razodetja. Za nekoč tako slavljenega filozofa je bil zelo molčeč. Šele po Heglovi smrti so spet postali pozorni na skoraj pozabljenega Schellinga, in ko je takrat tako imenovana »levica« Heglove šole iz mojstrovega sistema izpeljala zelo radikalne zaključke, kar se tiče religije, je romantično-verni Friderik Viljem IV. kmalu po tem, ko je stopil na prestol, poklical sivega filozofa v prusko glavno mesto, da bi deloval zoper »zmajevo seme Heglovega panteizma, plehke vsevednosti in zakonskega razkroja hišne vzgoje«. Toda to se ni posrečilo. Razočarani so bili predvsem tisti, ki so v njem videli neko vrsto filozofskega Mesije in pričakovali, da bo končno objavil novo »filozofijo razodetja«. Po tem, ko je močno padlo zanimanje javnosti, in po neprijetnem sporu zaradi nedovoljene objave zapiskov iz njegovih predavanj, se je povsem odpovedal univerzitetnim predavanjem. Smrt ga je presenetila 20. avgusta 1854 v Bade Ragazu, medtem ko je urejal svoje zgodnje spise in dokončeval svoj zadnji sistem. 

## Schellingovi privrženci
Schellingovi filozofiji narave se je pridružila vrsta pomembnih medicincev in naravoslovcev, ki so v svojih razmišljanjih deloma upoštevali tudi okultne pojave. Karl Adolf Eschenmeyer (1770-1852) je že leta 1803 zahteval kot konsekvenco Schellingovega nauka o istovetnosti prehod od filozofije k »nefilozofiji«, verovanju. Končal je z verovanjem v duhove in hudiča. Norvežan Henrik Steffens (1773-1845), po poklicu geolog, ki pa se je vzgajal ob Lessingu, Goetheju in Spionzi, je skušal dati strokovno-znanstveno podlago Schellingovim idejam s svojimi »Prispevki k notranji prirodni zgodovini zemlje«. Njegova vodilna ideja je veličastna razvojna zgodovina narave od sončnega sistema do njenega glavnega cilja, razvoja individualnosti v človeku, ki mu je neto posvečen fiziološki in psihološki del. Njemu dolgujemo zanimive vpoglede v osebna razmerja takratnih filozofov, ki jih je podal v svoji avtobiografiji. Lorenz Oken (1779-1851), ki je tudi sam močno vplival na Schellinga, je deloval posebno s svojim učbenikom filozofije narave v treh knjigah, s svojo naravno zgodovino v 13 knjigah in kot popularizator znanosti z enciklopedičnim časopisom Isis (1817-1843), ki ga je izdajal in ki danes v spremenjeni podobi naprej živi v ZDA. Botanik Christian Gottfried Ness von Esenbeck (1776-1858) je napisal »Obči nauk o oblikah narave«, Ignaz Paul Vitalis Troxler (1780-1866) pa si je prizadeval za »biozofijo«. Misel, da so telesna podoba in somatični pojavi izraz duševnosti, je izpeljal predvsem Karl Gustav Carus (1789-1869) v svojem slavnem delu »Simbolika človeške podobe« iz leta 1853. S to zamislijo pripada k utemeljiteljem moderne psihosomatične medicine. Danec Hans Christian Oersted (1777-1851) je znan po tem, da je odkril elektromagnetizem. Na Schellingovih pravno- in zgodovinskofilozofskih nastavkih so gradili spisi »politične romantike« kakega Adama Müllerja (1779-1829) ali Friedricha Juliusa Stahla (1802-1861), pa tudi Friedricha Schlegla (1772-1829), ki so artikulirali ideološko bazo takratne konzervativne reakcije.

## Periodizacija
Po Schellingu se njegova filozofija deli na tri faze. Te so bile:
- prehod iz Fichtejeve metode v bolj objektivno pojmovanje narave, tj. napredovanje do Naturphilosophie
- definitivna formulacija misli o enakem, ravnodušnem, absolutnem substratu narave in duha, napredek Identitätsphilosophie
- opozicijo negativne in pozitivne filozofije.

### Naturphilosophie
Funkcija Schellingove tako imenovane Naturphilosophie je pokazati ideal, ki izhaja iz resničnega. Sprememba, ki nam prinaša izkušnje, pripelje do pojmovanja dvojnosti, polarne opozicije, skozi katero se narava izraža. Dinamična serija stopenj v naravi je kot ravnotežje temeljnih ekspanzivnih sil;  svetloba s svojimi podrejenimi procesi (magnetizem, elektrika in kemično delovanje); organizem, s svojimi komponentami, fazami razmnoževanja, razdražljivosti in občutljivosti.

## Citati
- "Narava je viden Duh, Duh je nevidna Narava." (Ideen, "Uvod")
- "Zgodovina kot celota je progresivno, postopoma samorazkrivajoče se razodetje Absoluta." (Sistem transcendentalnega idealizma, 1800)
- "Ali ima ustvarjanje končni cilj? In če je tako, zakaj ga ni bilo mogoče doseči takoj? Zakaj se od začetka ne uresniči? Na to vprašanja je mogoč le en odgovor: ker je Bog življenje in ne samo bitje. (Filozofske poizvedbe o naravi človekove svobode, 1809)
- "Samo tisti, ki so okusili svobodo, lahko čutijo željo, da bi naredili vse, da jo razširijo po celotnem vesolju." (Filozofske poizvedbe o naravi človekove svobode, 1809)
- »Bog nima začetka le v kolikor ni začetka njegovega začetka. Začetek v Bogu je večni začetek, torej takšen, ki se je začel iz vse večnosti in je še vedno in tudi nikoli ne preneha začenjati. " (Citirano v Hartshornu in Reese, Filozofi govorijo o Bogu, Chicago: U Chicago P, 1953, str 237.)

## Delo
Schelling s svojim genialnim filozofiranjem velja za filozofa romantike. Bil je zelo sprejemljiv za spodbude stare in nove filozofije ter različnih posebnih znanosti, ki jih je skušal v zmeraj novih sintezah uskladiti z naprej razvitimi Kantovimi topoi. Kako daleč je pri tem za vselej novimi terminološkimi preoblekami vztrajal pri enotnih osnovnih vpogledih, ali pa zastopal nezdružljive sisteme, vse to je predmet kontroverze.
Schellingova osnovna zamisel je bila, naj umu - ki mu je Kant z idejami pripisal funkcijo reguliranja spoznanja in s tem postavil trdno mejo - skupaj s Fichtejem prisodimo moč popolnega ustvarjanja dejanskosti, hkrati pa naj ukinemo vse njegove omejitve. Tako postane »intelektualno zrenje«, ki je bilo za Kanta le bogovom dana zmožnost, produktivna sila uma, ta pa v enaki meri božanska oziroma »absolutna«. Izoblikovanje in razvoj teh stališč izražajo že naslovi glavnih Schellingovih del.
v nemščini
- Über die Möglichkeit einer Form der Philosophie überhaupt (1794)
- Vom Ich als Princip der Philosophie oder über das Unbedingte im menschlichen Wissen (1795)
- Abhandlung zur Erläuterung des Idealismus der Wissenschaftslehre (1796)
- Ideen zu einer Philosophie der Natur (1797)
- Von der Weltseele (1798)
- Über den wahren Begriff der Naturphilosophie und die richtige Art ihre Probleme aufzulösen (1801)
- Philosophie der Kunst (1802/1803)
- System der gesammten Philosophie und der Naturphilosophie insbesondere (1804)
- Philosophische Untersuchungen über das Wesen der menschlichen Freiheit] (1809)
- Weltalter (1811)
- Darstellung des philosophischen Empirismus (1830)
- Philosophie der Mythologie (Vorlesung) (1842)
- Philosophie der Offenbarung (Vorlesung) (1854)

v slovenščini
- Sistem transcednega idealizma (System des transcendentalen Idealismus) (1800)
- Filozofija mitologije (1842)
- Izbrani spisi
- Zgodnji spisi
- Predavanja o metodi akademskega študija (1803),štirinajsto predavanje
- Stuttgartska privatna predavanja (1810)